# Hydrophyllaceae
Hydrophyllaceae, ahora Hydrophylloideae es una familia de plantas dicotiledóneas perteneciente al orden de las solanales. Su posición taxonómica es incierta. Tradicionalmente bajo el Sistema Cronquist, fue incluida como parte del orden  Solanales, como se muestra en la tabla de la derecha. Sin embargo nuevos sistemas no la incluyen en ese orden y la relacionan de cerca con la gran familia de la borraja, Boraginaceae, y la han colocado en el orden Lamiales con ellas. Aún no hay un acuerdo que clarifique esta cuestión.

## Descripción
Las plantas pueden ser hierbas o arbustos anuales o perennes con tallo postrado o ergido. Las flores son bisexuales y normalmente radiales con 5 pétalos y 5 estambres. La familia contiene unos 20 géneros que abarcan alrededor de 300 especies.

## Géneros
| - Codon - Draperia - Ellisia - Emmenanthe - Eriodictyon | - Eucrypta - Hesperochiron - Hydrophyllum - Lemmonia | - Miltitzia - Nama - Nemophila - Phacelia - Pholistoma | - Romanzoffia - Tricardia - Turricula - Wigandia |